# بیدر الشموط
بیدر الشموط (به عربی: بیدر الشموط) یک منطقهٔ مسکونی در لبنان است که در مشغره واقع شده‌است.